# Bolesław Smyk
Bolesław Smyk (ur. 18 stycznia 1923 w Krasnem, zm. 6 lutego 2000 w Krakowie) – polski mikrobiolog

## Życiorys
Urodził się 18 stycznia 1923 w Krasnem k. Zamościa. Ukończył szkołę powszechną w Krasnem i Gimnazjum Ogólnokształcące im. Hetmana Jana Zamoyskiego w Zamościu oraz technikum rolnicze w Suchodole k. Krosna. Studia rozpoczął na Politechnice Lwowskiej, a ukończył na Wydziale Rolniczym Uniwersytetu Jagiellońskiego, uzyskując w 1946 dyplom magistra nauk agrotechnicznych na podstawie pracy pt. Substancje antybiotyczne wytwarzane przez drobnoustroje glebowe z rodzaju Streptomyces. W latach 1946–1949 odbył uzupełniające studia chemiczne na Wydziale Chemicznym Politechniki Śląskiej z siedzibą w Krakowie. Od 1946 pracował jako starszy asystent w Katedrze Mikrobiologii Rolniczej UJ, następnie profesor w Instytucie Rolnictwa i Leśnictwa Krajów Tropikalnych i Subtropikalnych Akademii Rolniczej w Krakowie. W 1951 na podstawie pracy pt. Studia nad mikroflorą słodów, uzyskał stopień doktora nauk rolniczych na Wydziale Rolniczym UJ i został powołany na stanowisko zastępcy profesora. W 1955 otrzymał stopień naukowy doktora habilitowanego na podstawie rozprawy pt. Studia nad bakteriami mlekowymi. W 1974 został profesorem zwyczajnym. Zajmował się badaniami nad bakteriami glebowymi z rodzaju Arthrobacter, obecnością grzybów toksynotwórczych w żywności i płodach rolnych oraz w glebie. Odkrywca i badacz nieznanych szczepów bakterii, znajdujących się w grobowcu króla Kazimierza Jagiellończyka. Pracował naukowo także w Wiedniu i Zurychu. Opublikował ponad 260 prac i 9 podręczników.  
Członek Polskiej Akademii Nauk. Od 1997 był członkiem Amerykańskiej Akademii Nauk w Nowym Jorku. 
Zmarł w Krakowie, pochowany na cmentarzu Salwatorskim (sektor SC10-10-39).

## Ordery i odznaczenia
- Krzyż Oficerski Orderu Odrodzenia Polski[3]
- Krzyż Kawalerski Orderu Odrodzenia Polski[3]
- Medal 10-lecia Polski Ludowej (15 stycznia 1955)[6]
- Krzyż Armii Krajowej[3]